# Kremenets (stad)
Kremenets (Oekraïens: Кременець, Pools: Krzemieniec) is een stad en gemeente in de Oekraïense oblast Ternopil in het westen van Oekraïne. De stad ligt in een historische regio Wolynië. De stad telt ongeveer 21.880 (2004) inwoners. De stad ligt aan de voet van het Kremenetzer Bergland.
De grote autoweg M19 loopt langs Kremenets.

## Geboren
- 4 september 1809 - Juliusz Słowacki, dichter en toneelschrijver;
- 3 augustus 1914 - Mark Kac, wiskundige;
- 21 juli 1920 - Isaac Stern, violist.